# Michael Nazir-Ali
Michael James Nazir-Ali (en urdu: مائیکل نذیر علی; Karachi, 19 de agosto de 1949) es un sacerdote católico y ex obispo anglicano británico-pakistaní. Como clérigo anglicano, se desempeñó como obispo de Rochester entre 1994 y 2009, y anteriormente como obispo de Raiwind en Pakistán. En 2021, fue recibido en la Iglesia Católica, siendo ordenado sacerdote para el ordinariato personal de Nuestra Señora de Walsingham el 30 de octubre de 2021. Fue uno de varios obispos anglicanos que se convirtieron al catolicismo ese año. En 2022, fue nombrado Monseñor y Prelado de Honor de Su Santidad. 

## Primeros años
Michael Nazir-Ali nació en Karachi, Pakistán, el 19 de agosto de 1949, como hijo de James y Patience Nazir-Ali. Tiene antecedentes familiares tanto cristianos como musulmanes: la familia de su padre son sayyids. Su padre se convirtió del islam chiita. Asistió a la escuela católica St Paul's y al St Patrick's College en Karachi y asistió a los servicios católicos allí. 
Fue recibido formalmente en la iglesia anglicana de Pakistán a la edad de 20 años.

## Ordenación y trabajo ministerial
Nazir-Ali fue ordenado sacerdote anglicano en 1976 en Pakistán y trabajó en Karachi y Lahore. Se convirtió en el primer obispo de Raiwind en West Punjab, entre 1984 y 1986; en ese momento era el obispo más joven de la Comunión Anglicana. Cuando su vida estuvo en peligro en Pakistán en 1986, Robert Runcie, entonces arzobispo de Canterbury, dispuso su refugio en Inglaterra. Se convirtió en asistente del arzobispo de Canterbury en Lambeth, y colaboró con la planificación de la Conferencia de Lambeth de 1988. Fue secretario general de la Church Mission Society de 1989 a 1994 y, al mismo tiempo, obispo asistente en la diócesis anglicana de Southwark.
Nazir-Ali fue nombrado obispo de Rochester en 1994 y, en 1999, ingresó a la Cámara de los Lores como uno de los Lores Espirituales debido a su antigüedad en el cargo episcopal, siendo el primer líder religioso de Asia en servir allí. Fue uno de los dos últimos candidatos al arzobispado de Canterbury, aunque Rowan Williams fue nombrado por recomendación del primer ministro británico, Tony Blair.
De 1997 a 2003, Nazir-Ali fue presidente del comité de ética y derecho de la Autoridad de Embriología y Fertilización Humana. Fue líder de la Red de Asuntos Interreligiosos de la Comunión Anglicana. Durante muchos años, se desempeñó como miembro de la Comisión Internacional Anglicana-Católica (ARCIC) y de la Comisión Internacional Anglicana-Católica para la Unidad y la Misión (IARCCUM).
Desde 2010, Nazir-Ali fue el obispo visitante de la diócesis anglicana de Carolina del Sur en los Estados Unidos. La diócesis era parte de la Iglesia Episcopal en los Estados Unidos, pero la dejó para unirse a la Iglesia Anglicana en América del Norte, que no es una iglesia de la Comunión Anglicana pero es ampliamente reconocida por las iglesias anglicanas en África, Asia y América Latina.

### Ordenación en la Iglesia Católica
El 29 de septiembre de 2021, Nazir-Ali fue recibido en la Iglesia católica por Monseñor Keith Newton, ordinario del ordinariato personal de Nuestra Señora de Walsingham. Fue ordenado diácono por el arzobispo Kevin McDonald el 28 de octubre de 2021 en St Mary's College, y sacerdote por el cardenal Vincent Nichols el 30 de octubre de 2021 en la iglesia de Nuestra Señora de la Asunción y San Gregorio en Londres. El 6 de abril de 2022, el Papa Francisco concedió a Nazir-Ali el título de Prelado de Honor de Su Santidad.

## Carrera académica
Nazir-Ali asistió a St Paul's English High School y al St Patrick's College, en Karachi. Luego estudió economía, historia islámica y sociología en la Universidad de Karachi. Estudió preparación para la ordenación en Ridley Hall, Cambridge, y realizó estudios de posgrado en teología en Saint Edmund Hall, Fitzwilliam College, y en el Colegio Australiano de Teología. También estudió en la Center for the Study of World Religions en la Escuela de Teología Harvard, y en 2005 recibió el grado Lambeth. Sus intereses académicos particulares incluyen la literatura comparada y la filosofía comparada de la religión.
Además de ejercer funciones docentes en colegios y universidades de muchas partes del mundo, ha sido supervisor de tutoría en la Universidad de Cambridge, tutor sénior en el Colegio Teológico de Karachi y profesor visitante de teología y estudios religiosos en la Universidad de Greenwich. Ha sido elegido miembro honorario de la Universidad de Oxford.
Desde 1986 hasta 1989, mientras fue asistente del arzobispo de Canterbury y coordinador de estudios y educación de la Conferencia de Lambeth, fue coadjutor honorario de la iglesia de St. Giles, y St. Margaret, ambas en Oxford.
En 2010, fue nombrado miembro principal de Wycliffe Hall y forma parte del cuerpo docente de la London School of Theology, la Lahore College of Theology, la Alexandria School of Theology y el Oxford Centre for Mission Studies (OCMS). Ha sido invitado a dar conferencias en la Universidad de Santo Tomás y en el Angelicum de Roma a partir de 2022.
Habla con fluidez inglés, árabe, persa, punyabí, urdu, hindi, griego, hebreo, arameo, siríaco y latín.

## Posiciones políticas e ideológicas

### Ética médica
Nazir-Ali ha escrito y disertado sobre varios temas bioéticos, incluida la fecundación in vitro, la investigación con células madre, la donación de órganos y la eutanasia. En general, ha apoyado la “cultura de la vida” y ha advertido contra una «cultura de la muerte». Ha argumentado que la dignidad humana se basa en valores trascendentales y debe ser respetada en todas las etapas del desarrollo humano. Está en contra del aborto y se opone a la eutanasia. Asistió a la Marcha por la Vida, la primera que tuvo lugar en Londres, el 5 de mayo de 2018, donde pronunció la oración de clausura.

### Islamismo
Nazir-Ali se ha convertido en portavoz de un compromiso entre el cristianismo y el islam y ha participado en varios diálogos importantes entre musulmanes y miembros de otros credos. Ha liderado el diálogo de la Iglesia con Al-Azhar As-Sharif, el principal lugar de aprendizaje sunita, y también con Shi'a Ulema en Irán. En noviembre de 2006, Nazir-Ali criticó la “psicología dual” de algunos musulmanes extremistas que buscan tanto “victimizar como dominar”. Dijo que nunca sería posible satisfacer todas las demandas hechas por ellos porque «su queja a menudo se reduce a la posición de que siempre es correcto intervenir cuando los musulmanes son víctimas...y siempre es incorrecto cuando los musulmanes son los opresores o terroristas». Dada la visión del mundo que ha dado lugar a tales agravios, nunca podrá haber suficiente apaciguamiento y se seguirán haciendo nuevas demandas. En respuesta, el Consejo Musulmán de Gran Bretaña dijo: «Normalmente, esperaríamos que un obispo muestre más humildad y trabaje para acercar a las comunidades en lugar de contribuir a fomentar mayores divisiones».
En enero de 2008, Nazir-Ali escribió que el extremismo islámico había convertido «comunidades que ya estaban separadas en áreas prohibidas» y que habían intentos de «imponer un carácter 'islámico' en ciertas áreas», citando el llamado a la oración de las mezquitas como ejemplo, y la presión sobre las personas para que se ajusten a las normas islamistas en la vestimenta, la conducta y el habla. Criticó la política de integración del gobierno como «una agenda que aún carece del apuntalamiento de una visión moral y espiritual», y pidió que el gobierno haga una afirmación pública de las raíces cristianas de la sociedad británica.
Estos comentarios generaron cierto debate y críticas, incluida una respuesta del Consejo Musulmán de Gran Bretaña, que dijo que la llamada de la mezquita no era diferente del sonido de las campanas de la iglesia. Nick Clegg, líder de los demócratas liberales, calificó los comentarios como «una grosera caricatura de la realidad». El portavoz de Asuntos Internos del Partido Conservador, David Davis, dijo, sin embargo, que el obispo había llamado correctamente la atención sobre un "problema profundamente grave" y que el apoyo laborista al multiculturalismo corría el riesgo de crear una situación de "apartheid voluntario".
En 2018, Nazir-Ali escribió que no estaba a favor de prohibir el burka, pero que en ciertas circunstancias, como la seguridad en los aeropuertos, la seguridad vial y las profesiones que requieren interacción personal, no se debe usar.

### Matrimonio y familia
En 2000, Nazir-Ali dijo:

Es muy importante que la Iglesia siga diciendo que tener hijos, y su crianza, es un bien básico del matrimonio y no un extra opcional. Así como un matrimonio no está completo sin el apoyo mutuo, el compañerismo y el amor, existe una verdadera carencia si la intención es nunca tener hijos, independientemente de las circunstancias. Esto indica que el matrimonio no es una cuestión de autocomplacencia. En nuestra era, tal enseñanza es crucial.

Aunque considera que tener hijos es una parte básica de un buen matrimonio, ha negado haber etiquetado a las parejas que no tenían hijos como “autoindulgentes”.
En 2014, habló en el coloquio interreligioso Humanum sobre el matrimonio y la familia celebrado en la Ciudad del Vaticano. Sus opiniones sobre el matrimonio como contrato, compromiso y sacramento se publicaron en la revista Standpoint en mayo de 2012.
A fines de septiembre de 2017, Nazir-Ali habló en la conferencia del Partido de la Independencia del Reino Unido en Torquay. En su discurso, culpó a la década de 1960 de «una muerte súbita del discurso cristiano en la vida pública» en Gran Bretaña. A su juicio, «la fe cristiana dejó de tener importancia en este país cuando las mujeres dejaron de transmitirla en el hogar. No fue la iglesia, no fue la escuela, fueron las madres las que transmitieron la fe». Si bien dijo que no estaba pidiendo un “regreso al pasado”, abogó porque el UKIP debería «promover políticas para el bienestar de la familia y la crianza de los niños en la familia». También ha hablado en las conferencias del Partido Conservador y del Partido Laborista sobre una variedad de temas, incluida la familia.

### Multiculturalismo
En la edición de lanzamiento de la revista Standpoint, Nazir-Ali pidió que el cristianismo recuperara una posición destacada en la vida pública y culpó a la «doctrina del multiculturalismo novedosa e insegura» de afianzar la segregación de las comunidades. Nazir-Ali argumentó que el declive del cristianismo y el auge de los valores liberales en el Reino Unido durante la década de 1960 habían creado un vacío moral que el islam amenazaba con llenar. Escribió que «Hemos argumentado que es necesario entender de dónde venimos, guiarnos hacia dónde vamos y traernos de regreso cuando nos alejamos demasiado del camino del destino nacional». Nazir-Ali fue criticado por la fundación Ramadhan y el presidente de la Sociedad Nacional Secular, pero fue elogiado por el periódico The Daily Telegraph.
Ha dicho: «La Iglesia debe cambiar su enfoque. No debe capitular ante la cultura ni debe destruir ninguna cultura. En cambio, debe prestar atención al punto del Papa Benedicto XVI: que el papel de la Iglesia es permitir que la cultura encuentre su verdadero centro».

### Ordenación de mujeres
En un principio, Nazir-Ali apoyó la ordenación sacerdotal de mujeres en la Iglesia de Inglaterra. Presidió la Comisión de Rochester sobre si las mujeres deberían ser nombradas obispos. Debido a su trabajo allí, ahora cree que la Comunión Anglicana no debería haber hecho un cambio unilateral en su ministerio ordenado, que cree que comparte con las iglesias católica y ortodoxa.

### Sexualidad
Nazir-Ali no está a favor de la ordenación clerical de personas homosexuales sin abstinencia sexual y la bendición de las uniones del mismo sexo. Fue uno de los obispos que firmó una carta contra la decisión de Rowan Williams de no bloquear el nombramiento del homosexual Jeffrey John como obispo de Reading en 2003.
En octubre de 2007, le dijo a The Daily Telegraph que no asistiría a la Conferencia de Lambeth de 2008 porque le resultaría “muy difícil” estar en consejo con los obispos de la Iglesia Episcopal de los Estados Unidos, luego de las acciones de esa iglesia con respecto a la ordenación de Gene Robinson, un sacerdote divorciado en una relación homosexual activa, al cargo de obispo, ya que consideró que estaba en contra de las enseñanzas anglicanas y destruía la unidad de la Comunión Anglicana. A su acción se le unieron casi otros 300 obispos.

## Vida personal
Nazir-Ali conoció a su esposa, Valerie Cree, que es escocesa, en Cambridge. Se casaron en 1972 y tuvieron dos hijos: Shamoun y Ross.
Sus pasatiempos incluyen el hockey, el críquet, el tenis de mesa y el scrabble, así como escribir poesía en inglés y persa y escuchar música.